# Ereca modesta
Ereca modesta is een hooiwagen uit de familie Assamiidae.